# Octoban

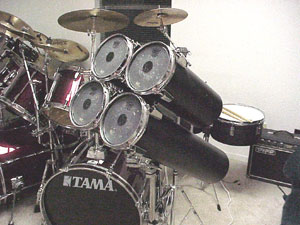

Octoban，又稱八音鼓，火箭鼓，是西洋敲擊樂器中的一種，將八個音程分為低音和高音共八個鼓。

## 尺寸
現今使用的Octoban長度為：600毫米、536毫米、472毫米、443毫米、390毫米、343毫米、301毫米及280毫米，直徑為6英寸